# Cereopsis novaehollandiae
L'oca di Cape Barren (Cereopsis novaehollandiae Latham, 1801), nota anche come cereopside o oca gallina, è un uccello della famiglia degli Anatidi, diffuso nel continente australiano. È l'unica specie del genere Cereopsis, e deve il nome a Cape Barren, l'isola dello stretto di Bass in cui gli europei la avvistarono per la prima volta.

## Descrizione

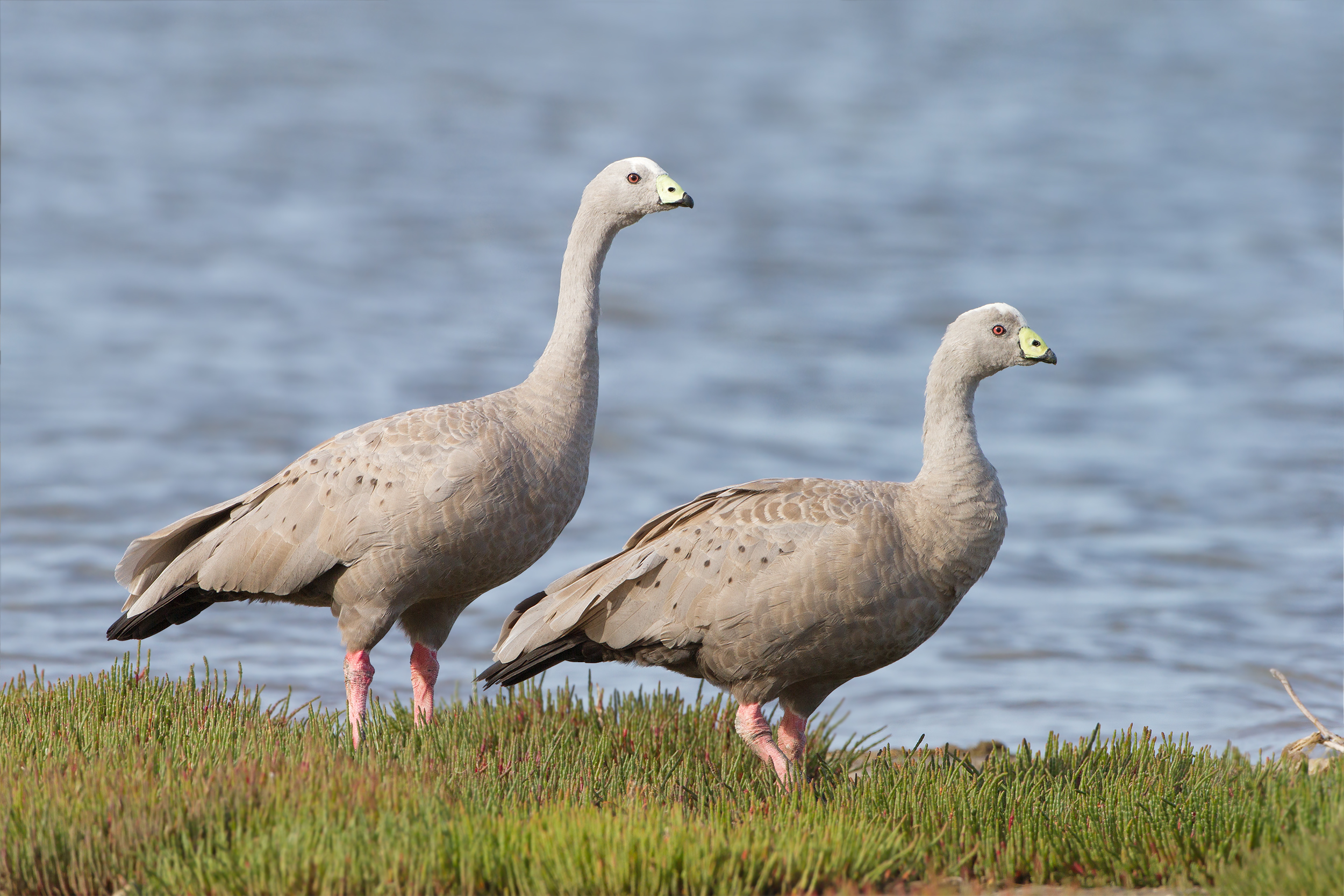
Una coppia in Tasmania.

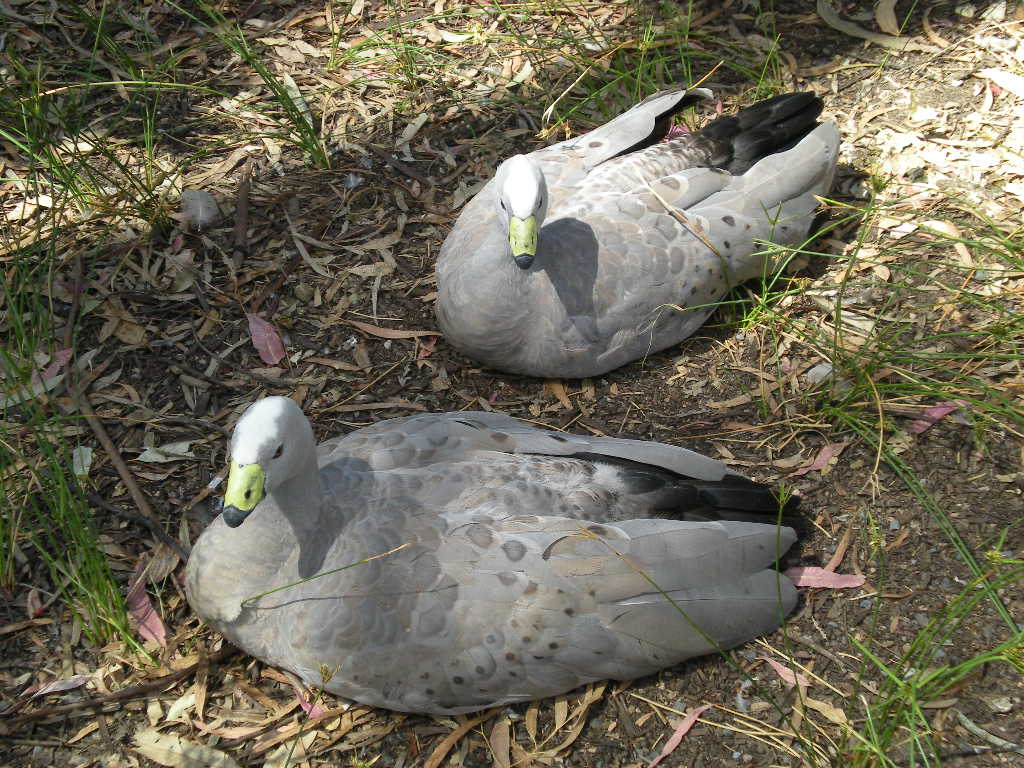
Esemplari al Cleland Wildlife Park (Australia Meridionale).

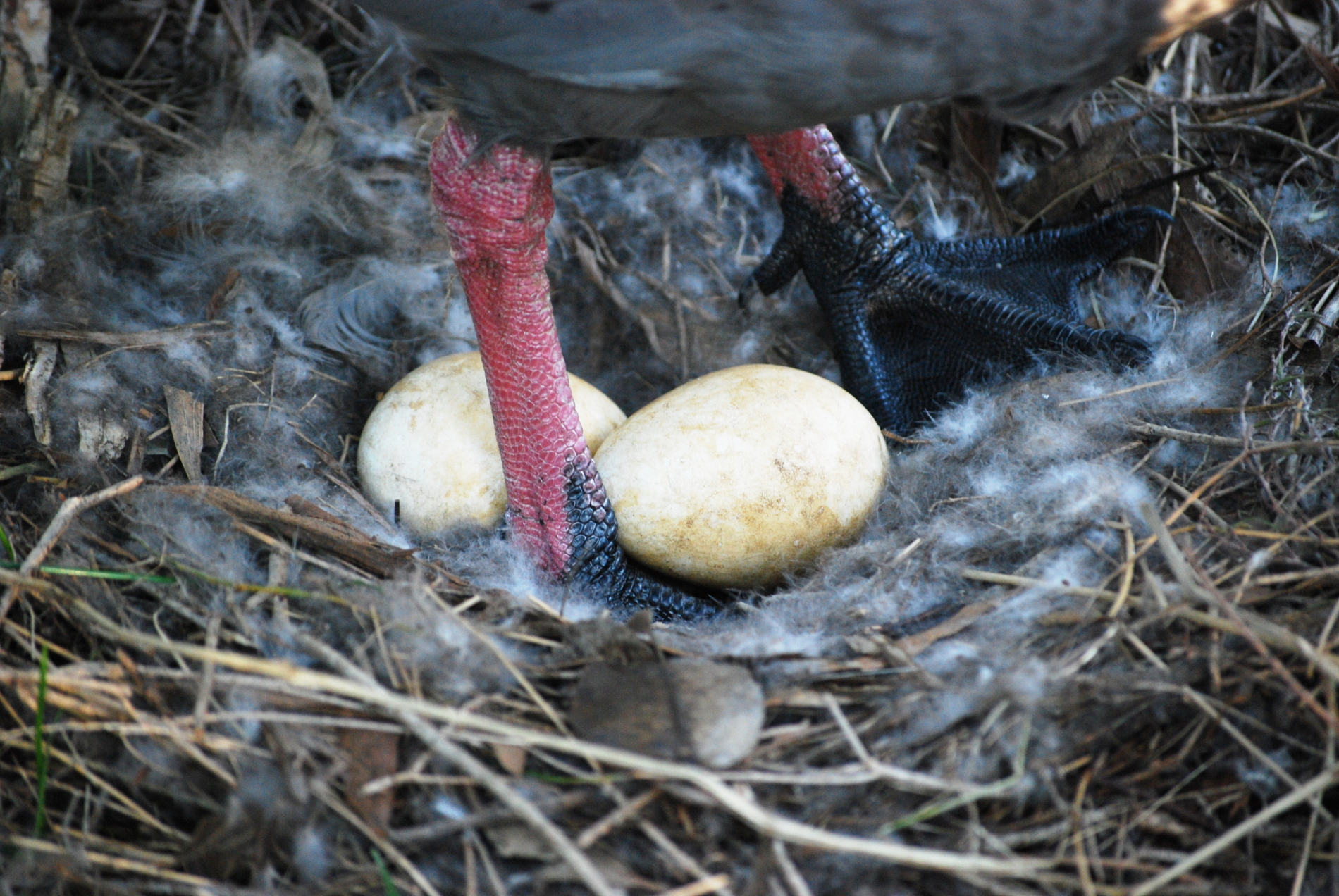
Uova nel nido.

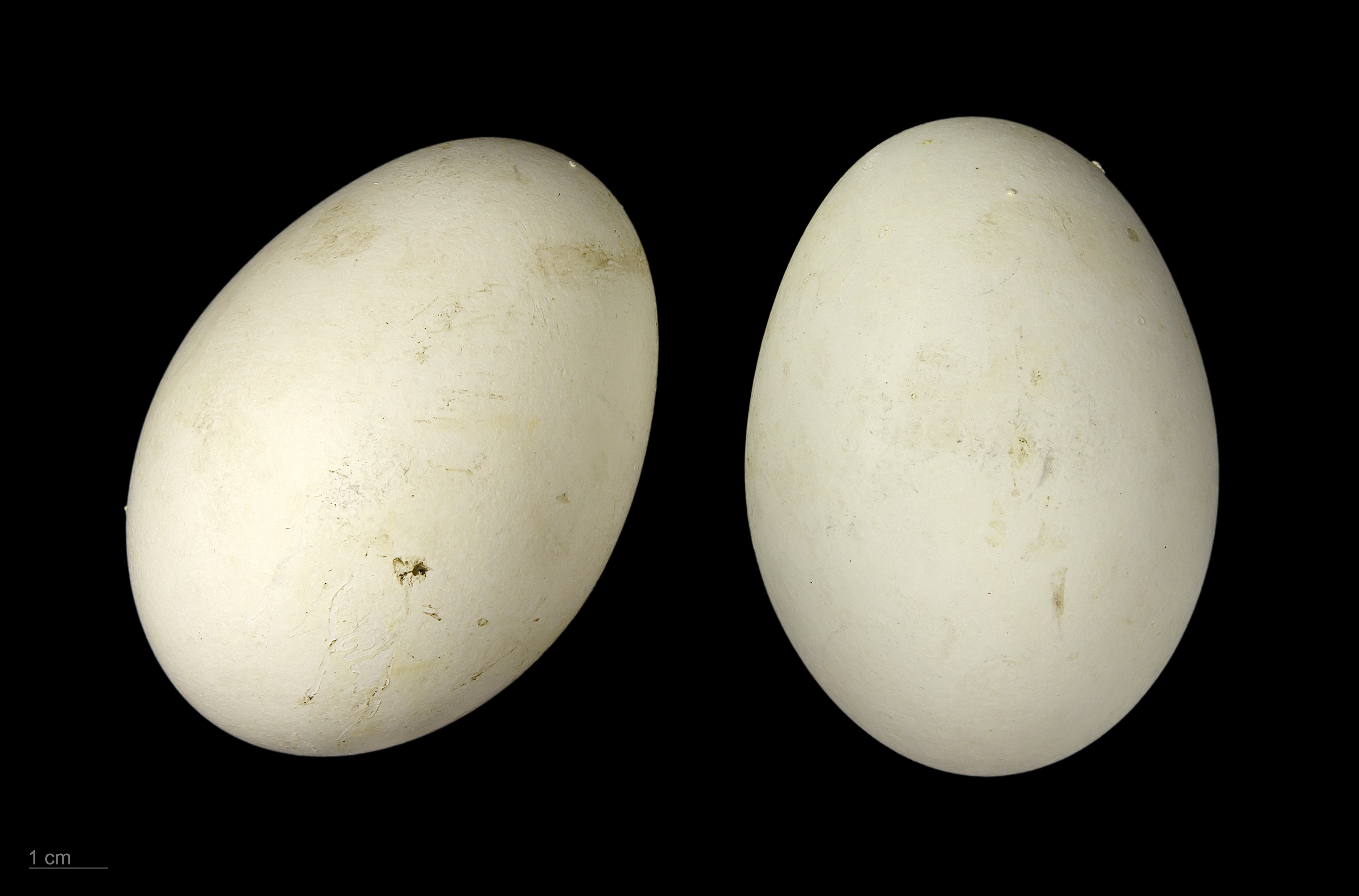
Cereopsis novaehollandiae

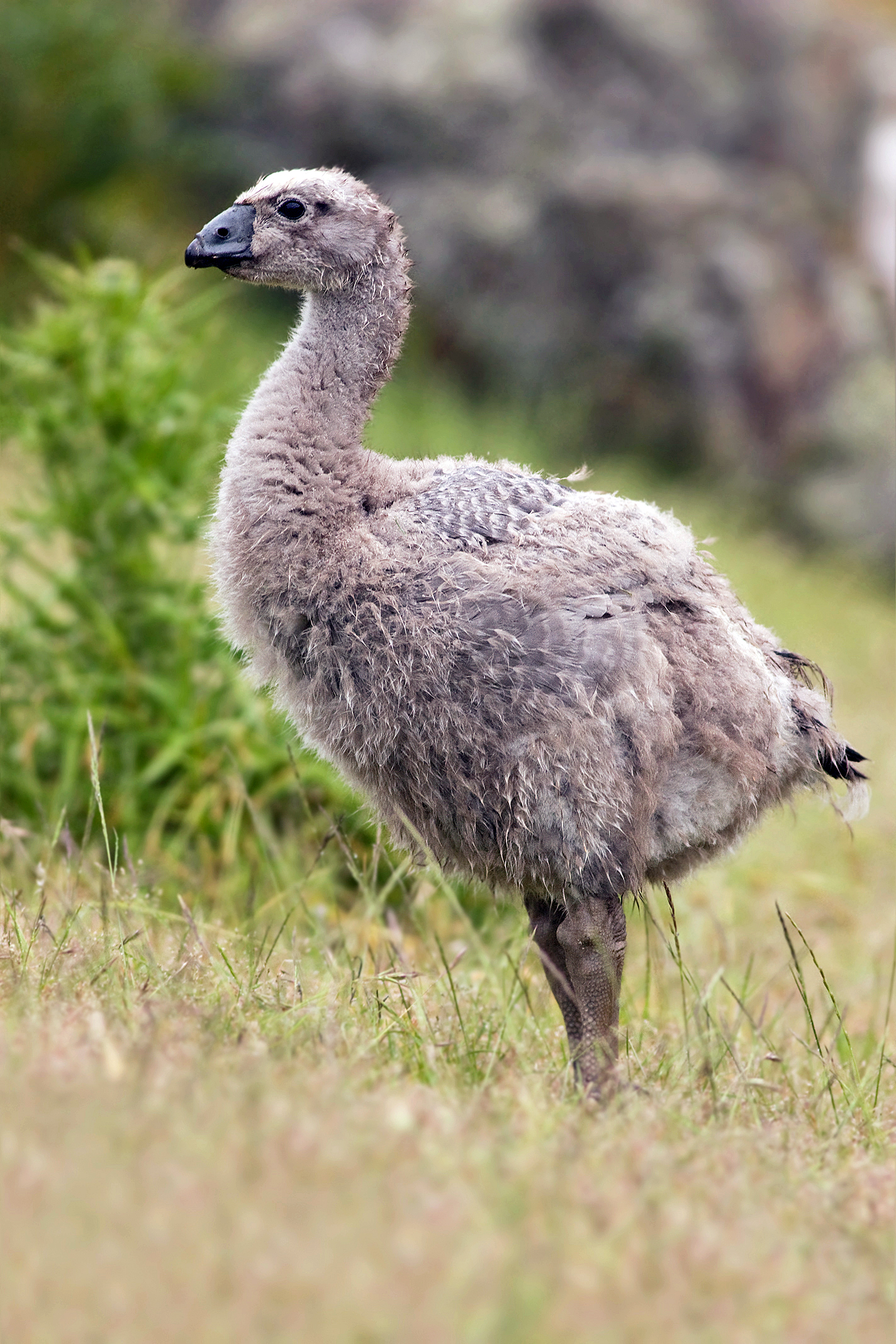
Giovane a Maria Island.

### Dimensioni
Misura 75-100 cm di lunghezza, per un peso di 3170-5100 g nei maschi e di circa 3180 g nelle femmine.

### Aspetto
Questa specie grande e tozza, originaria dell'Australia Meridionale, non può essere confusa con nessun altro uccello di questa regione a causa della silhouette tipica delle oche, del corpo massiccio e delle ali abbastanza larghe. Maschi, femmine e giovani hanno tutti un piumaggio simile. Gli adulti presentano una livrea quasi interamente grigio cenere, fatta eccezione per il centro del vertice di colore più chiaro, quasi bianco. Le scapolari e le copritrici alari mostrano una fascia subterminale scura. L'estremità delle secondarie, delle primarie, delle rettrici e delle sotto-caudali è nera.
Il becco nero è quasi completamente ricoperto da una cera giallo-verdastra. Le zampe sono di colore variabile dal carne al rossastro scuro, mentre la parte bassa del tarso, le dita e le membrane interdigitali hanno una tinta nerastra. L'iride è bruno-rossastra.
I giovani assomigliano agli adulti, ma in essi le macchie delle scapolari e delle ali sono più evidenti. Nel complesso, il loro piumaggio appare più chiaro, più opaco. Prima di ottenere una colorazione simile a quella degli adulti, i giovani hanno zampe verdastre o nerastre. Anche l'iride, leggermente diversa, appare marrone scura.

### Voce
I maschi emettono forti e acute grida che possono essere trascritte nel modo seguente: Ark-ark-ark. Le femmine lanciano dei grugniti simili a quelli del maiale piuttosto profondi. Quando sono in famiglia, i giovani si tengono in contatto con gli adulti tramite dei deboli fischi.

## Biologia
Le oche di Cape Barren sono creature socievoli, ma generalmente vivono in gruppi più piccoli (solo raramente costituiti da 300 uccelli) delle oche dell'emisfero boreale. Sebbene vivano vicino alla costa, nuotano raramente e vanno in acqua solo se un pericolo minaccia i propri piccoli. Come la maggior parte degli altri Anatidi, perdono temporaneamente la capacità di volare durante la muta delle remiganti. Durante il periodo nuziale o quando si sentono in pericolo diventano molto rumorose.
Le oche di Cape Barren hanno un volo potente costituito da battiti d'ala rapidi ma non molto ampi. Volano in linea disordinata o in gruppi sciolti.

### Alimentazione
Le oche di Cape Barren hanno una dieta esclusivamente vegetariana e si alimentano pascolando. Le popolazioni orientali trascorrono molto più tempo a pascolare nelle praterie, al punto che, a livello locale, creano un po' di disagio agli allevatori di bestiame e sono considerate animali nocivi per l'agricoltura.

### Riproduzione
La stagione riproduttiva è piuttosto lunga e si estende da aprile a settembre. Le coppie rimangono generalmente fedeli per la vita. Le oche di Cape Barren nidificano in colonie in cui i nidi ampiamente distanziati sono difesi con grande vigore dai loro occupanti. Questi ultimi sono posti sul terreno o appena al di sopra di esso, talvolta anche tra i cespugli o su piccoli alberi.

## Distribuzione e habitat
Durante la stagione riproduttiva, le oche di Cape Barren nidificano nei prati di piccole isole, per spostarsi talvolta lungo le rive del mare per alimentarsi. Dopo la nidificazione, raggiungono le praterie costiere e le sponde di laghi d'acqua dolce o salmastra dell'entroterra. L'oca di Cape Barren è una specie endemica delle regioni meridionali dell'Australia, in cui si trovano quattro zone principali di nidificazione. Il resto dell'anno, si trasferisce verso le grandi isole e nell'interno del continente. Sono soprattutto gli esemplari immaturi che effettuano i maggiori spostamenti: gli adulti probabilmente preferiscono rimanere vicino ai luoghi di nidificazione. Spostamenti sulle lunghe distanze sono molto rari.

## Tassonomia
Ne vengono riconosciute due sottospecie:
- C. n. novaehollandiae Latham, 1801, presente nelle regioni sud-orientali dell'Australia (fascia costiera che dalle regioni orientali dell'Australia Meridionale giunge fino a quelle orientali del Victoria), sulle isole dello stretto di Bass (isole Furneaux) e in Tasmania;
- C. n. grisea (Vieillot, 1818), diffusa sulle isole al largo dell'Australia sud-occidentale, compreso l'arcipelago della Recherche, e sulle regioni adiacenti dell'Australia Occidentale.